# Wilma González
Wilma González Mendoza (Palma de Mallorca, 24 de mayo de 1984) es una modelo erótica y actriz española nacionalizada chilena.

## Biografía
Nacida en Palma de Mallorca el 24 de mayo de 1984. Vivió casi toda su vida entre Monóvar (Alicante) y Madrid. A los 14 años, se apuntó a su primera escuela y agencia de modelos donde le enseñaron varias cosas e hizo su primer book.
Con 15 años trabajó en un programa de Telemadrid llamado Números Rojos. A los 16 salió en diversos spots publicitarios. En el 2005 se muda a Chile y comienza a trabajar en el programa de humor de Kike Morandé del canal Mega Morandé con compañía.
En el año 2006, ganó el concurso Chica Reef (a la mejor "colita", es decir, al mejor trasero), que le sirvió para conseguir trabajos de modelo y presentadora de televisión en el país andino; fue reportera del programa de entretenimiento Rec de Chilevisión.
Al año siguiente, consiguió un éxito inesperado al convertirse en Miss Playboy España 2007, en otras palabras fue la representante nacional de la industria erótica por excelencia y consiguió un contrato para irse a Argentina. Presentó 2 programas de la cadena (El Mundo de Playboy y Diamond Profiles), participa en 2 films eróticos (The Last Semester y Casino).
Fue portada en el suplemento de los domingos del periódico El Mundo.
En el año 2009, fue concursante en Supervivientes, programa del que dejó de concursar tras su eliminación en la quinta gala con un 86 % de los votos, permaneciendo durante 6 semanas en el concurso. Después de abandonar la isla, participó en la serie de Telencinco.es y La Siete; "Becari@s" y en octubre de ese mismo año fue portada de la revista Interviú.
En febrero de 2010, salió en su tercera portada con de la revista española, Primera Línea la cual la había elegido en enero de 2009, por una encuesta que hicieron, la chica más sexy de España del año 2008.
En el año 2012 ingreso al reality de Canal 13  Mundos Opuestos, siendo la 13.ª eliminada. En este reality conoció a Andrés Longton, su actual pareja. (Chile), actualmente Wilma es locutora del programa Tacones Cercanos de Radio Píntame FM, también es conductora del programa Súper Bueno (del canal privado, ViaX) y animadora de set Rompe del canal ya mencionado.
Wilma después de salir del Reality "Mundos Opuestos", ingresó ese mismo año a otro Reality llamado "Pareja Perfecta" junto a su pareja Andrés Longton, hermano de Arturo Longton, para intentar subir la audiencia del programa, Wilma y Andrés salieron del Reality, después de esa experiencia la pareja viviría duros momentos gracias a rumores que corrían del otro, llegando en ocasiones, a comunicarse el falso fin de la pareja farandulera. En 2013 la pareja sufre un quiebre ya que el enamorado Andrés Longton ingresaría solitariamente al Reality "Mundos Opuestos 2" con el apoyo momentáneo de ella. Pero mientras él estaba encerrado, sufre varios recuerdos de la feliz pareja que provocaría la pena en él, mientras tanto los programas faranduleros de la televisión señalarían como responsable a Wilma González de su sufrimiento. También tiene una participación especial en el programa Sábado Gigante 50 años la gala donde ejerce de modelo. Fue portada de la revista Playboy en su cuarto número en su edición española en las Navidades del año 2017.

## Televisión
| Año  | Programa                     | Rol                           | Canal       |
| ---- | ---------------------------- | ----------------------------- | ----------- |
| 2000 | Números Rojos                | Participante                  | TeleMadrid  |
| 2006 | REC                          | Reportera                     | CHV         |
| 2007 | El Mundo de Playboy          | Conductora                    | Playboy TV  |
| 2007 | Diamond Profiles             | Conductora                    | Playboy TV  |
| 2008 | Primer Plano                 | Notera                        | CHV         |
| 2009 | Supervivientes               | Participante (5.ª expulsada)  | Telecinco   |
| 2012 | Mundos Opuestos              | Participante (13.ª eliminada) | Canal 13    |
| 2012 | Teatro en Chilevisión        | Actriz                        | CHV         |
| 2012 | Este programa es super bueno | Conductora                    | Via X       |
| 2012 | Rompe, Ritmos Urbanos        | Conductora                    | Via X       |
| 2012 | Pareja perfecta              | Participante (11.ª eliminada) | Canal 13    |
| 2013 | Los profesionales            | Panelista                     | La Red      |
| 2013 | Sin Dios Ni Late             | Invitada                      | Zona Latina |
| 2013 | Alfombra roja prime          | Invitada                      | Canal 13    |
| 2013 | Juga2                        | Participante                  | TVN         |
| 2013 | ¡Salta si puedes!            | Participante                  | CHV         |
| 2013 | Mentiras verdaderas          | Invitada                      | La Red      |
| 2014 | Juga2                        | Participante                  | TVN         |
| 2016 | La Divina Comida             | Participante anfitriona       | CHV         |

## Filmografía
| Año  | Serie/Película          | Canal                                    |
| ---- | ----------------------- | ---------------------------------------- |
| 2007 | The Last Semester       | Playboy TV                               |
| 2007 | Casino con Liset Feider | Playboy TV                               |
| 2009 | Becarios                | Telecinco, La Siete, Factoría de Ficción |
| 2012 | Infieles                | Chilevisión                              |

## Radio
| Año  | Programa         | Rol        | Radio      |
| ---- | ---------------- | ---------- | ---------- |
| 2012 | Tacones Cercanos | Conductora | Píntame FM |

## Transmisión en línea
| Año  | Programa                           | Rol          | Web          |
| ---- | ---------------------------------- | ------------ | ------------ |
| 2013 | Gala 54.º Festival de Viña del Mar | Comentarista | Glamorama.cl |